# Premios Alas
Los Premios Alas, otorgados en Uruguay por la asociación cultural Interarte, son galardones anuales que reconocen la trayectoria y el aporte realizado a la cultura uruguaya por artistas – creadores o intérpretes – y periodistas culturales, tanto ciudadanos naturales como legales.
Fueron creados en 2001 por iniciativa de Juan Carlos Gebelin, fundador de Interarte y en ese momento presidente de la asociación. En cada edición se otorgan cuatro premios, alternando entre las siguientes disciplinas: música, artes plásticas, teatro, cine, danza, letras, fotografía, escenografía y vestuario para espectáculos, y periodismo cultural.
Las candidaturas pueden ser presentadas por cualquier socio de Interarte. La comisión directiva elige los homenajeados de esa nómina. No existen ternas.[cita requerida] Extraordinariamente, se otorgan Alas de Honor a destacadas personalidades o instituciones – uruguayos o extranjeros, que trabajan en pro de la cultura uruguaya. La estatuilla de bronce y madera fina fue concebida para Interarte por la artista plástica Ana María Poggi.
La primera ceremonia de entrega de los Premios Alas tuvo lugar el 15 de agosto de 2001 y, como homenaje a la mujer uruguaya, las galardonadas fueron la periodista Mónica Bottero, la artista plástica Águeda Dicancro, la pianista Nibya Mariño y la actriz Estela Medina.
En septiembre de 2020, se galardonó a los uruguayos Teresa Porzecanski, Teresa Trujillo, Eduardo Fernández y César Troncoso.